# Perizoma dissoluta
Perizoma dissoluta là một loài bướm đêm trong họ Geometridae.